# Natalla Michniewicz
Natalla Walerjeuna Michniewicz z d. Charanieka (biał. Наталля Валер’еўна Міхневіч z d. Харанэка, ros. Наталья Валерьевна Михневич z d. Хоронеко, Natalja Walerjewna Michniewicz z d. Choronieko; ur. 25 maja 1982 w Niewinnomyssku) – białoruska kulomiotka.
Srebrna medalistka olimpijska z Pekinu, halowa mistrzyni świata, mistrzyni oraz wicemistrzyni Europy, dwukrotna medalistka mistrzostw świata juniorów.
W 2016 roku srebrny medal został jej odebrany, a zawodniczka została zdyskwalifikowana pod wykryciu w jej organizmie niedozwolonych środków.
W marcu 2007 wyszła za mąż za białoruskiego kulomiota Andreja Michniewicza.
Jej rekord życiowy w pchnięciu kulą wynosi 20,70 m i został ustanowiony w lipcu 2008 w Grodnie.

## Sukcesy
| Rok  | Zawody                                | Miasto    | Miejsce | Konkurencja    | Wynik   |
| ---- | ------------------------------------- | --------- | ------- | -------------- | ------- |
| 1999 | Mistrzostwa świata juniorów młodszych | Bydgoszcz | 2.      | Pchnięcie kulą | 15,57 m |
| 2000 | Mistrzostwa świata juniorów           | Santiago  | 3.      | Pchnięcie kulą | 16,40 m |
| 2003 | Młodzieżowe mistrzostwa Europy        | Bydgoszcz | 1.      | Pchnięcie kulą | 17,66 m |
| 2004 | Igrzyska olimpijskie                  | Ateny     | 5.      | Pchnięcie kulą | 18,96 m |
| 2006 | Halowe mistrzostwa świata             | Moskwa    | 1.      | Pchnięcie kulą | 19,84 m |
| 2006 | Mistrzostwa Europy                    | Göteborg  | 1.      | Pchnięcie kulą | 19,43 m |
| 2008 | Igrzyska olimpijskie                  | Pekin     | 2.      | Pchnięcie kulą | 20,28 m |
| 2009 | Mistrzostwa świata                    | Berlin    | 4.      | Pchnięcie kulą | 19,66 m |
| 2009 | Światowy finał lekkoatletyczny        | Saloniki  | 3.      | Pchnięcie kulą | 19,27 m |
| 2010 | Halowe mistrzostwa świata             | Doha      | 3.      | Pchnięcie kulą | 20,42 m |
| 2010 | Zimowy puchar Europy                  | Arles     | 2.      | Pchnięcie kulą | 19,55 m |
| 2010 | Mistrzostwa Europy                    | Barcelona | 2.      | Pchnięcie kulą | 19,53   |
| 2015 | Mistrzostwa świata                    | Pekin     | 8.      | Pchnięcie kulą | 18,24 m |

## Rekordy życiowe
- Hala – 20,42 m (2010)
- Stadion – 20,70 m (2008)